# Mitsuo Ikeda

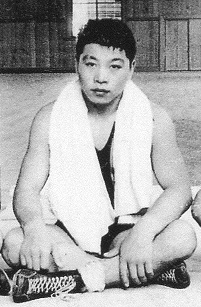
Mitsuo Ikeda

Mitsuo Ikeda (jap. 池田 三男, Ikeda Mitsuo; * 14. März 1935 in Mashike, Hokkaidō; † 12. September 2002) war ein japanischer Freistilringer im Weltergewicht und Olympiasieger 1956 in Melbourne.

## Werdegang
Mitsuo Ikeda wurde auf Hokkaido geboren und begann auf der Oberschule mit dem Ringen. Später besuchte er die Chuo-Universität in Tokio, wo er sich zu einem Weltklasseringer im freien Stil entwickelte. 1953 wurde er im Alter von 18 Jahren japanischer Meister im freien Stil im Weltergewicht. Für die Weltmeisterschaften 1954 im freien Stil in Tokio konnte er sich nicht qualifizieren, da ihn Yutaka Kaneko bei der japanischen Meisterschaft besiegte. 1956 konnte er aber den Spieß umdrehen und sich vor Kaneko platzieren, worauf er zu den Olympischen Spielen nach Melbourne entsandt wurde.
In Melbourne zeigte Mitsuo hervorragende Kämpfe und wurde, obwohl ihm jegliche internationale Erfahrung fehlte, mit vier Siegen Olympiasieger. In den entscheidenden Kämpfen besiegte er dabei İbrahim Zengin aus der Türkei und Wachtang Balawadse aus der UdSSR jeweils nach Punkten.
In den Jahren bis 1960 verlor Mitsuo bei den japanischen Meisterschaften dann immer wieder gegen Kaneko, so dass er zu keinen weiteren Einsätzen bei internationalen Meisterschaften mehr kam. Er beendete daraufhin seine Ringerlaufbahn, schloss sein Studium als Sportlehrer ab und war danach Trainer in Tokio.

## Internationale Erfolge
1956, Goldmedaille, Olympische Spiele in Melbourne, Freistil, Weltergewicht, mit Siegen über William Fischer, USA, D. Singh, Indien, Wachtang Balawadse, UdSSR u. İbrahim Zengin, Türkei